# Ella Heide
Ella Christine Heide (født Brodersen, 24. november 1871 i Flensborg, død 1956) var en dansk kunstmaler, der fra 1908 og frem malede motiver fra Skagen, og hermed blev en del af den yngre generation af skagensmalere. Hun var søster til byens daværende kæmner Johan Friedrich Brodersen, der var flyttet til Skagen med sin familie i 1896 og havde udviklet tætte forbindelser til kunstnerkolonien. 
Blandt hendes malerier fra Skagen er Saxilds gård set fra havesiden. Anchers hus i baggrunden, Hvide hus og P.S. Krøyers Hus i Skagen (1938), Parti fra Skagen (1939), Den tilsandede kirke, Parti fra Gammel Skagen,Det Blå Hus. Hun var - ifølge Vendsyssel Tidendes omtale af hendes 70 års dag i 1941 - en højt skattet leverandør af malerier til lokalsamfundet i Skagen
Giftede sig oprindeligt med Rolf Wilhelm Heide, ejeren af Kragelund Teglværk ved Aarhus og fik to børn Margarite Ella (1893) og Ove (1896). Parret blev skilt i 1909, hvorefter hun for en periode vendte tilbage til Flensborg.